# Veturius sinuosus
Veturius sinuosus (лат.) — вид сахарных жуков рода Veturius из семейства пассалиды (Passalidae). Неотропика: Боливия, Бразилия (Acre), Венесуэла, Гайана, Колумбия, Парагвай, Перу, Суринам, Французская Гвиана, Эквадор. Длина около 4 см (33—41 мм). Отличается следующими признаками: средние голени без шипов на внешней границе; вершина мандибул трехзубчатая; лобные ямки голые; маргинопронотальные ямки узкие и поверхностные; плечи голые. Фронтоклипеальный шов отсутствует. Лобные гребни V-образные. Передний край переднеспинки бисинуатный. Клипеус виден дорсально, передние углы клипеуса хорошо развиты и видны.